# Ліптовске Сліаче
Ліптовске Сліаче (словац. Liptovské Sliače) — село, громада округу Ружомберок, Жилінський край. Кадастрова площа громади — 19.6 км².
Населення 3676 осіб (станом на 31 грудня 2018 року).

## Історія
Ліптовске Сліаче згадуються 1251 року.

## Географія
Протікає річка Слячанка і Вишносляцький потік.

## Населення
| Рік:            | 1994. | 2004.   | 2014.   | 2024.   |
| --------------- | ----- | ------- | ------- | ------- |
| Кількість осіб: | 3808  | 3811    | 3773    | 3804    |
| Різниця:        |       | +0,07 % | -0,99 % | +0,82 % |

| Рік:            | 2023. | 2024.   |
| --------------- | ----- | ------- |
| Кількість осіб: | 3798  | 3804    |
| Різниця:        |       | +0,15 % |